# گیوم فرانسوا
گیوم فرانسوا (انگلیسی: Guillaume François؛ زادهٔ ۳ ژوئن ۱۹۹۰) بازیکن فوتبال اهل بلژیک است.
از باشگاه‌هایی که در آن بازی کرده‌است می‌توان به باشگاه فوتبال یونیون سنت ژیل، باشگاه فوتبال بیرشات ویلریج، و باشگاه فوتبال رویال شارلوا اشاره کرد.
وی همچنین در تیم‌های ملی فوتبال زیر ۱۷ سال بلژیک، زیر ۱۹ سال بلژیک، و زیر ۲۱ سال بلژیک بازی کرده‌است.